# Tjirka (vattendrag i Vitryssland)
Tjirka (ryska: Чирка) är ett vattendrag i Belarus.   Det ligger i voblasten Homels voblast, i den centrala delen av landet, 200 km sydost om huvudstaden Minsk.
I omgivningarna runt Tjirka växer i huvudsak blandskog. Runt Tjirka är det ganska tätbefolkat, med 54 invånare per kvadratkilometer.